# Colletes abnormis
Colletes abnormis är en biart som beskrevs av Kuhlmann 2007. Colletes abnormis ingår i släktet sidenbin, och familjen korttungebin. Inga underarter finns listade i Catalogue of Life.